# Мироч (Мајданпек)
Мироч је насеље у Србији у општини Мајданпек у Борском округу. Према попису из 2022. у насељу је било 235 становника (према попису из 2011. било је 319 становника).

## Географија
Село Мироч се налази на надморској висини од 767 метара, у близини вертикалних литица врхова Мали и Велики Штрбац планине Мироч и уздиже се изнад најужег дела Дунава у Европи. Налази се на северозападном делу Мирочка висоравни, на узвишици коју окружују изворишта речица Градашница, Голубињска река, Равна река, Буљевић и Ваља Маре.

## Историја
Мироч или Мирочево је званично основано 1869. године, према писму Неготинског епископа Конзисторијуму, у коме још помиње да је село имало 54 домова. На истој локацији село се помиње у декрету кнеза Милоша Обреновића из 1872. године. Преци садашњих становника села доселили су се око 1880. године. Међу првим досељеницима биле су породице из Поповице испод Дели Јована и из Овчег поља у Македонији.

## Туризам
Сваког 1. маја организује се „Јоргован фест“, у време цветања јоргована, као знак буђења пролећа. То је фестивал цвећа, туризма, угоститељства и народних обичаја, у коме учествују културно уметничка друштва из разних крајева Србије и признати уметници.

## Демографија
У насељу Мироч према последњем попису из 2022. године у насељу је живело 235 становника што је за 84 мање у односу на 2011. када је на попису било 319 становника. У насељу живи 207 пунолетних становника, а просечна старост становништва износи 51,20 година (48,48 код мушкараца и 54,19 код жена).
Према подацима пописа из 2022. у насељу има 102 домаћинства, а просечан број чланова по домаћинству је 2,30 а према истом попису у насељу има 238 стамбених јединица од којих је 125 насељених.
Ово насеље је великим делом насељено Србима (према попису из 2022. године), а у последња три пописа, примећен је пад у броју становника.
|  |

| Демографија | Демографија | Демографија |
| Година      | Становника  | Становника  |
| ----------- | ----------- | ----------- |
| 1948.       | 609         |             |
| 1953.       | 687         |             |
| 1961.       | 642         |             |
| 1971.       | 624         |             |
| 1981.       | 501         |             |
| 1991.       | 468         | 413         |
| 2002.       | 406         | 481         |
| 2011.       | 319         |             |
| 2022.       | 235         |             |

| Етнички састав према попису из 2002.‍ | Етнички састав према попису из 2002.‍ | Етнички састав према попису из 2002.‍ | Етнички састав према попису из 2002.‍ | Етнички састав према попису из 2002.‍ |
| ------------------------------------ | ------------------------------------ | ------------------------------------ | ------------------------------------ | ------------------------------------ |
|                                      |                                      |                                      |                                      |                                      |
| Срби                                 | Срби                                 |                                      | 401                                  | 98,76%                               |
| Хрвати                               | Хрвати                               |                                      | 1                                    | 0,24%                                |
| непознато                            | непознато                            |                                      | 3                                    | 0,73%                                |

| Година пописа     | 1948. | 1953. | 1961. | 1971. | 1981. | 1991. | 2002. |
| ----------------- | ----- | ----- | ----- | ----- | ----- | ----- | ----- |
| Број домаћинстава | 126   | 145   | 161   | 166   | 152   | 165   | 153   |

| Број чланова      | 1  | 2  | 3  | 4  | 5  | 6 | 7 | 8 | 9 | 10 и више | Просек |
| ----------------- | -- | -- | -- | -- | -- | - | - | - | - | --------- | ------ |
| Број домаћинстава | 41 | 45 | 18 | 27 | 19 | 3 | 0 | 0 | 0 | 0         | 2,65   |

| Пол    | Укупно | Неожењен/Неудата | Ожењен/Удата | Удовац/Удовица | Разведен/Разведена | Непознато |
| ------ | ------ | ---------------- | ------------ | -------------- | ------------------ | --------- |
| Мушки  | 163    | 38               | 106          | 11             | 8                  | 0         |
| Женски | 168    | 18               | 107          | 38             | 5                  | 0         |
| УКУПНО | 331    | 56               | 213          | 49             | 13                 | 0         |

| Пол    | Укупно                    | Пољопривреда, лов и шумарство | Рибарство                            | Вађење руде и камена | Прерађивачка индустрија       |
| ------ | ------------------------- | ----------------------------- | ------------------------------------ | -------------------- | ----------------------------- |
| Мушки  | 91                        | 41                            | 0                                    | 1                    | 26                            |
| Женски | 81                        | 58                            | 0                                    | 0                    | 18                            |
| УКУПНО | 172                       | 99                            | 0                                    | 1                    | 44                            |
| Пол    | Производња и снабдевање   | Грађевинарство                | Трговина                             | Хотели и ресторани   | Саобраћај, складиштење и везе |
| Мушки  | 0                         | 3                             | 2                                    | 2                    | 2                             |
| Женски | 0                         | 0                             | 1                                    | 3                    | 0                             |
| УКУПНО | 0                         | 3                             | 3                                    | 5                    | 2                             |
| Пол    | Финансијско посредовање   | Некретнине                    | Државна управа и одбрана             | Образовање           | Здравствени и социјални рад   |
| Мушки  | 0                         | 3                             | 5                                    | 3                    | 0                             |
| Женски | 0                         | 0                             | 1                                    | 0                    | 0                             |
| УКУПНО | 0                         | 3                             | 6                                    | 3                    | 0                             |
| Пол    | Остале услужне активности | Приватна домаћинства          | Екстериторијалне организације и тела | Непознато            | Непознато                     |
| Мушки  | 3                         | 0                             | 0                                    | 0                    | 0                             |
| Женски | 0                         | 0                             | 0                                    | 0                    | 0                             |
| УКУПНО | 3                         | 0                             | 0                                    | 0                    | 0                             |